# Гуртовий Григорій Олександрович
Григо́рій Олекса́ндрович Гуртови́й (26 грудня 1924, с. Корніївка Веселівського району Запорізької області — 1 вересня 2012, селище Торчин Луцького району Волинської області) — український історик, член Національної спілки краєзнавців України, засновник історико-краєзнавчого музею у Торчині. Заслужений працівник культури України, нагороджений орденами «За заслуги» ІІІ ступеня, «За мужність», є лауреатом обласних премій ім. Миколи Куделі та «Одержимість», почесний професор у галузі історії Волинського національного університету ім. Лесі Українки. Визнано «Людиною року 2009 на Волині». Лауреат премії Всеукраїнського культурно-наукового фонду Тараса Шевченка «В своїй хаті своя й правда, і сила, і воля» 2009 року.

## З життєпису
Народився Григорій Олександрович Гуртовий на Запоріжжі у хліборобській родині, предки якої були козаками і старшинами Самарської та інших паланок Запорізької Січі. Пережив Голод 1933-го в рідному селі Корніївці, яке на третину вимерло.
Під час Другої світової війни три роки перебував в одному із концтаборів у Німеччині. На Волинь пригнав уже другий, повоєнний голод. Тут не тільки пустив міцне коріння, обзавівся сім'єю, однодумцями, друзями, а й разом із Торчинським музеєм підняв на своїх плечах велетенський пласт історії, яку, за його ж зізнанням, відчуває живою, у переплетінні людських доль і характерів.
У 1957–1960 роках з його ініціативи у смт Торчині Луцького району створено перший на Волині історико-краєзнавчий музей на громадських засадах, яким він завідував від першого експоната, першої екскурсії і до останнього дня свого земного життя.
Григорієм Гуртовим були проведені серйозні дослідження в галузі історичного краєзнавства Волині. Він один з перших серед сучасних науковців підняв з небуття імена ряду видатних історичних постатей України, волинян за походженням Галшки Гулевичівни – фундаторки Луцького братства; Стефана Стубілевича – видатного вченого; Мар’яна Перетятковича – відомого зодчого, академіка та багатьох інших.
Предметом дослідження науковця була новітня історія України – голодомор 1932-1933 років, трагедія Луцької тюрми у червні 1941 року, діяльність ОУН-УПА на Волині. Багато уваги Григорій Гуртовий приділяв вивченню українського козацтва і доводить його волинське походження.
Результатом наукових досліджень, пошуку, копіткої збиральницької праці краєзнавця стали книги "Волинь – край козацький", "Торчин – передзвін віків", "Волинський Ружин і гетьмани Ружинські", "Євреї містечка Торчин", "Голгофа голоду" та ін., а також статті, публікації, виступи на наукових конференціях.
Не стало Григорія Гуртового на День знань, 1 вересня 2012 року у містечку Торчин, де й похований. 
З 11 липня 2013 року Торчинський музей носить ім'я Григорія Олександровича Гуртового..
В грудні 2014 року єпископ Володимир-Волинський Матфей освятив меморіальну дошку на честь Григорія Гуртового у Торчині — при вході в заснований ним музей.

### Події у житті Григорія Гуртового
- 26 грудня 1924 року — народився в селі Корніївка Веселівського району Запорізької області.
- осінь 1932 року  — Г. О. Гуртовий пішов до 1-го класу в селі Корніївці.
- весна 1933 року  — клас розпався через Голодомор.
- у Кам'янці-Дніпровській — закінчив сім класів.
- у червні 1942-го (Друга Світова війна) — у віці 17-ти років потрапив на 3 роки до німецького полону.
- 1945-го року повернувся до Кам'янки-Дніпровської.
- 1947-го року — переїхав на Волинь у село Торчин.
- 1957 року заснував Торчинський історико-краєзнавчий музей.
- 10 травня 1967 року музей отримав звання «народний».
- 1967 року закінчив історичний факультет Луцького педагогічного інституту.
- 16 років працював у редакції Торчинської районної газети і 35 років учителем історії й малювання місцевої середньої школи.
- 1974 року присвоєно почесне звання Заслужений працівник культури України.

## Доробок Григорія Гуртового
Книги
- Гуртовий Г. О. Вибрані краєзнавчі статті та бібліографія / Г. О. Гуртовий. – Луцьк, 1994. – 156 с.
- Гуртовий Г. О. Волинь — край козацький / Г. О. Гуртовий. – Луцьк: «Надстир'я», 2000. — 352 с.
- Гуртовий Г. О. Торчин – передзвін віків / Г. О.  Гуртовий. – Луцьк: Надстир’я, 2003. – 364 с.: іл.
- Гуртовий Г. О. Волинський Ружин і гетьмани Ружинські / Г. О. Гуртовий. – Луцьк: Надстир’я, 2003. – 60 с.: іл.
- Гуртовий Г. О.  Євреї містечка Торчин / Г. О. Гуртовий. –  Київ: РИФ, 2003. — 108 с.
- Гуртовий Г. О. Голгофа голоду / Г. О.  Гуртовий. – Луцьк: Надстир’я, 2008. – 144 с.: іл.
- Гуртовий Г. О. Волинь – край козацький / Г. О.  Гуртовий. – 2-ге вид., доповн., уточн. – Луцьк: Надстир’я, 2009. – 388 с.: іл.
- Гуртовий Г. О. Торчин у цифрах і фактах / Г. О.  Гуртовий. – Луцьк: Волинська обласна друкарня, 2010. – 32 с.: іл.
- Гуртовий Г. О. Городок. Історична доля села Городок Луцького району / Г. О. Гуртовий. – Луцьк : Надстир’я, 2011. – 156 с.
- Гуртовий Г. О. Білосток з найдавніших часів / Г. О. Гуртовий. – Луцьк: Волинські старожитності, 2012. – 64 с.: іл.
- Гуртовий Г. О. Йов Кондзелевич у контексті духовного, громадського і політичного життя Волині рубежу ХVII - XVIII ст. / Г. О. Гуртовий // Яровиця : наук.- метод. та культ.- просвіт.часоп. - 2017 . - № 1/2. - С. 74 - 76.

Статті
- Торчин // Історія міст і сіл Української РСР. Волинська обл. : [довід. вид.]. / редкол. тому: І. С. Клімаш (голова редкол.) [та ін.]. – Київ, 1970. – С. 429–440.
- Громадянський подвиг волинянки Гулевичівни // Минуле і сучасне Волині : Історичні постаті краю : тези доп. та повідомл. V Волин. іст.-краєзнав. конф., 11–13 жовт. 1991 р. / [редкол.: Р. А. Арцішевський (відп. ред.) та ін.]. – Луцьк, 1991. – С. 42–43.
- Зодчий-академік з Волині [М. М. Перетяткович] // Минуле і сучасне Волині : Історичні постаті краю : тези доп. та повідомл. V Волин. іст.-краєзнав. конф., 11–13 жовт. 1991 р. / [редкол.: Р. А. Арцішевський (відп. ред.) та ін.]. – Луцьк, 1991. – С. 127–128.
- Командарм Д. Ф. Кондратюк // Минуле і сучасне Волині : Історичні постаті краю : тези доп. та повідомл. V Волин. іст.-краєзнав. конф., 11–13 жовт. 1991 р. / [редкол.: Р. А. Арцішевський (відп. ред.) та ін.]. – Луцьк, 1991. – С. 164– 165.
- Людина енциклопедичних знань // Минуле і сучасне Волині : Історичні постаті краю : тези доп. та повідомл. V Волин. іст.-краєзнав. конф., 11–13 жовт. 1991 р. / [редкол.: Р. А. Арцішевський (відп. ред.) та ін.]. – Луцьк, 1991. – С. 55–56. – Про Стефана Стубелевича.
- Полум’яний збирач і пропагандист Шевченкового слова // Минуле і сучасне Волині : Історичні постаті краю : тези доп. та повідомл. V Волин. іст.- краєзнав. конф., 11–13 жовт. 1991 р. / [редкол.: Р. А. Арцішевський (відп. ред.) та ін.]. – Луцьк, 1991. – С. 184–185. – Про М. Куделю.
- Торчинський маніфест // Волинський календар. 1992 / упоряд.: Є. Л. Грушка, В. А. Наконечний, С. Д. Сачук. – Луцьк, 1992. – С. 41.
- З кого формувалися армії фронтів // Документально-художня проза про Першу світову війну : матеріали і тези доп. та повідомл. міжнар. наук.-теорет. конф., 23–26 жовт. 1994 р. / Волин. держ. ун-т ім. Лесі Українки [та ін.] ; редкол. А. С. Нісімчук [та ін.]. – Луцьк, 1994. – С. 155–156.
- Д. Ф. Кондратюк у трьох війнах // Документально-художня проза про Першу світову війну : матеріали і тези доп. та повідомл. міжнар. наук.-теорет. конф., 23–26 жовт. 1994 р. / Волин. держ. ун-т ім. Лесі Українки [та ін.] ; редкол. А. С. Нісімчук [та ін.]. – Луцьк, 1994. – С. 157–159.
- Чудотворні ікони на Волині // Волинська ікона : Питання історії вивчення, дослідження та реставрації : тези і матеріали наук. конф., 23–24 листоп.,1994 р. / Волин. обл. упр. культури, Волин. краєзнав. музей, Музей волин. ікони. – Луцьк, 1994. – С. 23–25.
- Урочисті псалми іконам святим // Волинська ікона : Питання історії вивчення, дослідження та реставрації : тези і матеріали наук. конф., 23–24 листОП.,1994 р. / Волин. обл. упр. культури, Волин. краєзнав. музей, Музей волин. ікони. – Луцьк, 1994. – С. 51–54.
- Гуртовий Г. О. Пошук невідомого про війну; Свідкують «живі мішені» убивць з НКВД // Волинь в Другій світовій війні та перші повоєнні роки: Матеріали наук.-іст. краєзн. конф., присвяч. 50-й річниці Перемоги над фашизмом. — Луцьк, 1995. — С. 15-18; 90-92.
- Гуртовий Г. О. Крилатий командарм // «Роде наш красний…»: Волинь у долях краян і людських документах. — Луцьк, 1996. — Т.2. — С. 317—320.
- Воютинський Нестор-літописець : Олексій Харитонович Поліщук // «Роде наш красний...» : Волинь у долях краян і людських документах : в 3 т / М-во освіти і науки України, Волин. держ. ун-т ім. Лесі Українки, Волин. Академ. Дім ; авт.-упоряд. Л. К. Оляндер ; заг. ред. М. І. Дубини. – Луцьк, 1996. – Т. 1. – С. 382–383.
- Загадкова «евакуація» експонатів музею // Волинський музей : Історія і сучасність : тези та матеріали І наук.-практ. конф., присвяч. 65-річчю Волин. краєзнав. музею та 45-річчю Колодяжн. літ.-мемор. музею Лесі Українки / Волин. обл. упр. культури, Волин. краєзнав. музей. – Луцьк, 1998. – С. 10.
- Гуртовий Г. О. Крутояри життя волинянина Г. Є. Климчука (Із фондів Торчин. нар. музею); Воютинський Нестор-літописець: Олексій Харитонович Поліщук // «Роде наш красний…»: Волинь у долях краян і людських документах. — Луцьк, 1998. — Т.1. — С. 232—247; 382—383.
- 65-річчю Волин. краєзн. музею та 45-річчю Колодяжн. літ.-мемор. музею Лесі Українки. — Луцьк, 1998. — С. 10; 27.
- Гуртовий Г. О. Літописний Садів; Шепель — град землі Волинської; Торчин — загадка його існування, його доля // Минуле і сучасне Волині: Літописні міста і середньовічна культура: Матеріали VIII Волин. обл. іст.-краєзн. конф. — Луцьк, 1998. — С. 58-63.
- Гуртовий Г. Науковий подвиг О. М. Цинкаловського // Минуле і сучасне Волині: Олександр Цинкаловський і край: Матеріали ІХ наук. іст.-краєзн. міжнар. конф. — Луцьк, 1998. — С. 44-46.
- Перший на Волині народний музей // Волинський музей : Історія і сучасність : тези та матеріали наук.-практ. конф., присвяч.. 65-річчю Волин. краєзнав. музею та 45-річчю Колодяжн. літ.-мемор. музею Лесі Українки, 16–17 черв. 1994 р., м. Луцьк / Волин. обл. упр. культури, Волин. краєзнав. музей. – Луцьк, 1998. – С. 27.
- Торчин – загадка його заснування, його доля // Минуле і сучасне Волині : Літописні міста і середньовічна культура : наук. зб. : матеріали VIII Волин. обл. іст.-краєзнав. міжнар. конф., 27–29 листоп. 1995 р. / Волин. держ. ун-т ім. Лесі Українки [та ін.] ; відп. ред. Г. В. Бондаренко. – Луцьк, 1998. – С. 61–63.
- Гуртовий Г. Музей починався в редакції // Ми — волинські журналісти. — Луцьк, 1999. — С. 152—156.
- Гуртовий Г. Найвидатніші сподвижники Луцького Хресто-воздвиженського братства // Волинський музей. Історія і сучасність: Наук. зб. — Луцьк, 1999. — Вип. ІІ. — С. 173—175.
- Гуртовий Г. О. Як народився і діє Торчинський народний музей // «Роде наш красний…»: Волинь у долях краян і людських документах. — Луцьк, 1999. — Т.3. — С. 550—560.
- Гуртовий Г. Творцям Перемоги — вдячність поколінь // Слава праці. — 2000. — 13 трав.
- Гуртовий Г. Щоб ніхто не звідав жахів голодомору // Волинь. — 2000. — 25 січ.
- Гуртовий Г. Будівничий Запорізької Січі // Волинь моя: Журн. Міжнар. громад. об-ня «Волин. братство». — К., 2001. — Вип.1. — С. 31-37.
- Гуртовий Г. Вічний поклик до волі України // «Просвіта» на Волині: минуле і сучасне: Зб. наук. ст., док. і матеріалів. — Луцьк, 2001. — С. 40-48.
- Луцький район: минуле і сучасність: Іст.-інформ. вид. / Ред. колегія: А. О. Горбатюк, М. С. Лапків, М. Ф. Левонюк, Г. О. Гуртовий та ін. — Луцьк: Волин. обл. друк., 2001. — 186 с.: іл.
- Гуртовий Г. На грані віків // Слава праці. — 2001. — 6 січ.
- Гуртовий Г. Була війна. І крові ріки… // Слава праці. — 2001. — 16, 23, 30 черв.
- Гуртовий Г. Волинянка козацького характеру // Волинь моя: Журн. Міжнар. громад. об-ня «Волин. братство». — К., 2002. — Вип.2. — С. 71-75.
- Гуртовий Г. Пульс життя Торчинського музею // Слава праці. — 2002. — 1 черв.
- Він був, ходив він по Волині (Подорож Т. Г. Шевченка до Волинського краю) // Минуле і сучасне Волині та Полісся : Ковель і ковельчани в історії України та Волині : матеріали ХII Всеукр. наук. іст.-краєзнав. конф. м. Ковель, 23–24 жовт. 2003 р. : зб наук. пр. : [у 2 ч.] / Волин. облдержадмін. [та ін.] ; [відп. за вип.: Г. В. Бондаренко, А. М. Силюк]. – Луцьк, 2003. – Ч. 2. – С. 20–22. – Бібліогр.: 15 назв.
- Волинський велет Петро Янковський // Волинь моя : журн. Міжнар. громад. об-ня «Волинське братство» / [голов. ред. М. Сорока]. – Київ, 2003. – Вип. 3. – С. 326–328.
- Козацькі корені Володимирщині // Минуле і сучасне Волині та Полісся : Ковель і ковельчани в історії України та Волині : матеріали ХII Всеукр. наук. іст.-краєзнав. конф., м. Ковель, 23–24 жовт. 2003 р. : зб наук. пр. : [у 2 ч.] / Волин. облдерж. адмін. [та ін.] ; [відп. за вип.: Г. В. Бондаренко, А. М. Силюк]. – Луцьк, 2003. – Ч. 2. – С. 25–27. – Бібліогр.: с. 26–27.
- Гуртовий Г. Чотири гетьмани… з одного села // Уряд. кур'єр. — 2003. — 6 листоп.
- Гуртовий Г. Електротерапія — винахід український // Уряд. кур'єр. — 2003. — 15 листоп.
- Волинський велет Петро Янковський // Волинь моя : журн. Міжнар. громад. об-ня «Волинське братство» / [голов. ред. М. Сорока]. – Київ, 2003. – Вип. 3. – С. 326–328.
- Гетьмани Ружинські з Волинського Ружина // Минуле і сучасне Волині та Полісся : Ковель і ковельчани в історії України та Волині : матеріали ХII Всеукр. наук. іст.-краєзнав. конф, м. Ковель, 23–24 жовт. 2003 р. : зб. наук. пр. : [у 2 ч.] / Волин. облдержадмін. [та ін.] ; [відп. за вип.: Г. В. Бондаренко, А. М. Силюк]. – Луцьк, 2003. – Ч. 2. – С. 22–25. – Бібліогр.: 28 назв.
- Мазепинець Андрій Войнаровський з Володимира // Минуле і сучасне Волині та Полісся : Ковель і ковельчани в історії України та Волині : матеріали ХII Всеукр. наук. іст.-краєзнав. конф., м. Ковель, 23–24 жовт. 2003 р. : зб наук. пр. : [у 2 ч.] / Волин. облдержадмін. [та ін.] ; [відп. за вип.: Г. В. Бондаренко, А. М. Силюк]. – Луцьк, 2003. – Ч. 2. – С. 27–28. – Бібліогр.: 15 назв.
- Боярський рід Гулевичів в історії Затурець та інших міст і сіл Волині // Затурці в історії України та Волині : наук. зб. : матеріали наук.-практ. конф., приуроч. 500-й річниці першої писем. згадки про с. Затурці Локачин. р-ну Волин. обл., с. Затурці, 16 листоп. 2003 р. – Луцьк, 2004. – С. 34–39.
- Науковий подвиг Максима Бойка // Літопис Волині : наук.-популяр. і літ.- худож. часоп. / редкол.: І. Д. Олексеюк (голов. ред.) [та ін.]. – Луцьк, 2004. – Ч. 3. – С. 96–101.
- Обласний краєзнавчий музей – постійна опора в роботі народного музею // Волинський музей : Історія і сучасність : наук. зб. : матеріали ІІІ Всеукр. наук.-практ. конф., 18–19 трав. 2004 р., Луцьк – Колодяжне / Упр. культури Волин. облдержадмін.[та ін.] ; [редкол.: А. Силюк та ін.]. – Луцьк, 2004. – Вип. 3. – С. 56–58.
- Забороль на сходинках віків // Волинь моя : журн. Міжнар. громад. об-ня «Волинське братство» / [голов. ред. М. Сорока]. – Київ, 2005. – Вип. 5. – С. 210–216.
- Стефан Стубелевич – видатний фізик ХVII ст. // Пам'ять століть. – 2007. – № 4/5. – С. 281–287.
- Гетьмани Ружинські – немеркнуча слава Волині // Минуле і сучасне Волині та Полісся : Ковель і ковельчани в історії України та Волині : матеріали ХХІХ Всеукр. наук. іст.-краєзнав. конф., м. Ковель, 5–6 груд. 2008 р. : наук. зб. / Волин. облдержадмін. ; [відп. за вип.: Г. В. Бондаренко, М. Є. Матвійчук]. – Луцьк ; Ковель, 2008. – Вип. 39. – С. 193–195.
- Спогади про Голодомор // Волинь пам’ятає. Відлуння на Волині Голодомору 1932–1933 років у радянській Україні / [за заг. ред. М. М. Кучерепи]. – Луцьк, 2008. – С. 157–158.
- Обласний і народний музеї – постійна співпраця. Дещо з досвіду роботи Торчинського народного музею // Волинський музей : Історія і сучасність : наук. зб. : матеріали IV Всеукр. наук.-практ. конф., Луцьк – Колодяжне, 19–20 трав. 2009 р. / Упр. культури і туризму Волин. облдержадмін. [та ін.] ; оргком.: А. Силюк [та ін.]. – Луцьк, 2009. – Вип. 4. – С. 188–190.
- Вибір є! Це Україна // Волинь-нова. – 2010. – 2 лют. – С. 8. 57. Волинські маршрути Маннергейма // Волинь-нова. – 2010. – 17 черв. – С. 5. 58. Волиняни у Конотопській битві // Волинь моя : журн. Міжнар. громад. об-ня «Волинське братство» / [голов. ред. М. Сорока]. – Київ, 2010. – Вип. 7. – С. 148–155.
- Прометеївське серце шевченкознавця // Реабілітовані історією. Волинська обл. / авт. кол.: М. М. Кучерепа [та ін.]. – Київ ; Луцьк, 2010. – Кн. 1. – С. 622–628. – Бібліогр.: с. 628. – Про М. П. Куделю.
- Волинянин, якого не здолав велет Піддубний [Петро Михайлович Янковський] // Волинь-нова. – 2011. – 5 трав. – С. 6.
- Післямова першого читача, який пережив два страшних голодомори // На берегах Вижівки-2 / упоряд. О. І. Чабан. – Луцьк, 2011. – С. 250–252.